# Velikan Gorjan
Literarni lik velikan Gorjan se pojavlja v pravljici z istoimenskim naslovom, ki je delo pomembnega slovenskega ustvarjalca za mlade, Janeza Bitenca. Glasbena pravljica Velikan Gorjan je izšla v zbirki Murenček, kjer najdemo še pravljice Srebrna podkvica, Mišji koncert, Domišljavi želodček, Petelinček z zlatim kljunom, zlato rožo in zlatim peresom ter Sonce na potepu. Zbirko je izdala založba Mladinska knjiga leta 1992.

## Vsebina pravljice
Velikan Gorjan živi na robu smrekovega gozda pod Strmo goro. Sam si prideluje zelenjavo, rad pa se posladka tudi z gozdnimi sadeži in gobami. Z veseljem igra na piščal in prepeva. V dolino, kjer prebivajo ljudje, se odpravi samo ponoči, saj je velik samotar. Kljub temu pa je vedno na voljo ljudem, kadar ga prosijo za pomoč. Tako drobi kamenje, podira velika drevesa in preganja meglo, ki ovira pot sončnim žarkom do doline. Ljudje živijo brezskrbno, vse dokler velikan Gorjan ne zaspi in tako močno smrči, da preganja oblake, ki prinašajo dež. V dolini prične primanjkovati vode, zato ga gospodinje, gasilci in mlinarji prosijo, naj preneha smrčati. Uspeh doseže mlad fantič Jurko Matafurko, ki predlaga, da velikanu prinesejo potico in vino. Od takrat naprej v dolini zopet pada dež, velikan Gorjan pa se odseli neznano kam.
Velikan, velikan,
velikan, zakaj smrčiš
in oblake
in oblake
in oblake stran podiš?
Jaz že ne, jaz že ne,
jaz nikoli ne smrčim
in oblakov
in oblakov
in oblakov ne podim!
(Bitenc 1992: 41, 42, 44, 46)

## O liku
Beseda velikan predstavlja nenavadno in močno bitje, ki je podobno človeku. Ta lik se pogosto pojavlja v pravljicah, kjer se posamezniki, ali pa skupina ljudi bori proti težavam, ki jih le–ta povzroča.
Velikan Gorjan je precej večji od najvišje smreke, zlahka drobi kamenje, drevo izpuli skupaj s koreninami, razpiha meglo in pa tudi oblake, ki prinašajo dež.  Fantič Jurko Matafurko ga premaga tako, da mu prinese vino in potico.
Iz pravljice razberemo, da otrok z zvijačo premaga velikana, ki povzroča veliko škodo ljudem. To da otroku upanje, da bo tudi sam nekoč lahko postal dovolj močan in bo sposoben reševati težave, ki ga bodo doletele v življenju.
Otrok se mora v času odraščanja počasi odtujevati od svojih staršev, v smislu, da mora postati samostojna osebnost. Da pa lahko to doseže, se mora na neki način upreti svojim staršem. Prav pravljice, kjer nastopa velikan, dajejo posamezniku možnost domišljije o tem, kako bo premagal nekoga, ki je večji in močnejši, kajti če bi otrok v pravljici premagoval starše, bi bralca postalo strah, da bo v resnici izgubil svoje starše in s tem prepotrebno varnost.
Ker je velikan pravljično bitje, omogoča otroku razumevanje, da sam nikoli ne bo imel toliko moči kot velikan, temveč ga lahko le v manjši meri posnema. To pa pomeni sprejemanje razlike med idealom pravljičnega lika in neznatnostjo resničnih oseb, kar je bistveno za sprejemanje in oblikovanje samega sebe.
Spoznanje, da je v pravljici možno doseči dogovor z velikanom in da se le–ta umakne oziroma ne povzroča težav, omogoča otroku, da zna reševati konflikte in ustrezno deluje v družbi.

## Pravljice, v katerih se pojavi lik velikana
- Jakob Grim; Velikan in krojaček
- Klaus Kordon; Mali, veliki in velikan
- Oscar Wilde; Sebični velikan
- Roald Dahl; Veliki dobrodušni velikan
- Huriet Genevieve; Tetka Cinija in velikan
- Christopher Rawson in Stephen Cartwright; Velikani